# Hay & Stone
Hay & Stone (también referida a veces como Hay and Stone) es una banda finlandesa originaria de la ciudad de Helsinki. Su estilo mezcla elementos del rock alternativo con el post-grunge. La banda fue formada en 2003 por el bajista Eero Heinonen, quien también es miembro de la banda The Rasmus.
A pesar de que la banda ha existido desde 2003 solo ha lanzado un álbum de estudio, Making Waves. Su tema más popular es Give Me the Power Back, que fue lanzado junto con un video musical. Se consideran mayormente influenciados por Nirvana y Pearl Jam.

## Miembros de la Banda
- Eero Heinonen - Vocales y bajo
- Hannu Risku - Guitarra
- Petri Kivimäki - Batería

## Discografía

### Álbumes de estudio
- Making Waves (2006)